# Långsjön (Bollnäs socken, Hälsingland, 676759-151617)
Långsjön är en sjö i Bollnäs kommun i Hälsingland och ingår i Testeboåns huvudavrinningsområde. Sjön är 2,7 meter djup, har en yta på 0,123 kvadratkilometer och befinner sig 308,5 meter över havet.

## Delavrinningsområde
Långsjön ingår i det delavrinningsområde (676772-151580) som SMHI kallar för Mynnar i Kölsjöån. Medelhöjden är 312 meter över havet och ytan är 2,18 kvadratkilometer. Det finns inga avrinningsområden uppströms utan avrinningsområdet är högsta punkten. Vattendraget som avvattnar avrinningsområdet har biflödesordning 3, vilket innebär att vattnet flödar genom totalt 3 vattendrag innan det når havet efter 94 kilometer. Avrinningsområdet består mestadels av skog (71 procent) och sankmarker (24 procent). Avrinningsområdet har 0,12 kvadratkilometer vattenytor vilket ger det en sjöprocent på 5,7 procent.